# Cochlidium linearifolium
Cochlidium linearifolium là một loài dương xỉ trong họ Polypodiaceae. Loài này được Desv. Maxon ex C. Chr. mô tả khoa học đầu tiên năm 1929.